# Liga Canadense de Hóquei
A Liga Canadense de Hóquei (em inglês:  Canadian Hockey League, em francês:  Ligue canadienne de hockey) é uma organização que representa as três principais ligas de hóquei no gelo júnior do Canadá. Os campeonatos são para jogadores 16 a 20 anos de idade.
As ligas são: Québec Major Junior Hockey League (QMJHL), Ontario Hockey League (OHL) e Western Hockey League (WHL).